# Chrysoctenis vittaria
Chrysoctenis vittaria là một loài bướm đêm trong họ Geometridae.